# Left Bank jezici
Left Bank jezici podskupina kwa jezika, šira voltaško-kongoanska skupina, koja obuhvaća (30) jezika što se govore u afričkim državama Gana, Togo i Benin. Osnovna joj je podjela na:
a) Avatime-Nyangbo (3): avatime, nyangbo, tafi;
b) Kebu-Animere (2): animere, akebu;
c) Kposo-Ahlo-Bowili (4): adangbe, igo, ikposo, tuwuli;
d) Gbe (21):   
d1. aguna, éwé, ci gbe, gbesi gbe, istočni xwla gbe, kotafon gbe, saxwe gbe, waci gbe, xwela gbe, zapadni xwla gbe, kpessi, wudu.
d2. Mina (1): gen,
d3. Fon (2): fon, maxi gbe
d4. Aja (6): aja, ayizo gbe, defi gbe,  tofin gbe, weme gbe, gun.

## Klasifikacija
Nigersko-kongoanski jezici/ Niger-Congo, 
Atlantsko-kongoanski jezici/Atlantic-Congo, 
Voltaško-kongoanski jezici/ Volta-Congo, 
Kwa jezici/ Kwa, 
Left Bank jezici:
a. Avatime-Nyangbo (3).
b. Gbe (21).
c. Kebu-Animere (2).
d. Kposo-Ahlo-Bowili (4).

## Vanjske poveznice
- Ethnologue (14th)
- Ethnologue (15th)